# Neobythites multistriatus
Neobythites multistriatus är en fiskart som beskrevs av Nielsen och Quéro, 1991. Neobythites multistriatus ingår i släktet Neobythites och familjen Ophidiidae. Inga underarter finns listade i Catalogue of Life.